# Rafael Puyana
Rafael Puyana Michelsen est un claveciniste colombien, né le 14 octobre 1931 à Bogota et mort à Paris le 1er mars 2013,.

## Biographie
Né dans une famille de mélomanes à Bogota, Rafael Puyana reçoit ses premières leçons de piano de sa tante à l'âge de six ans. Quand il atteint seize ans, il entre au New England Conservatory, à Boston, puis au Hartt College à Hartford, dans le Connecticut. Comme la claveciniste polonaise Wanda Landowska est basée à Lakeville, au nord ouest, Puyana devient son dernier élève masculin en 1951 (sa dernière élève féminine étant Irma Rogell à la fin des années 50), ses études avec elle continuant jusqu'à sa mort en 1959. Les mois d'été, il se rend en France pour étudier l'harmonie et la composition avec Nadia Boulanger,.
Premier claveciniste de renom d'origine sud-américaine, il a été le maître de Christopher Hogwood, Elizabeth de la Porte, Mario Raskin et Martine Roche ainsi que Pierrick Noury.
Il fut aussi collectionneur de clavecins historiques. Il enregistre notamment les sonates de Domenico Scarlatti sur un clavecin sur le modèle de celui d'Hieronymus Albrecht Hass de 1740.
Il a été membre du jury du Concours international de piano Paloma O'Shea en 1984.

## Discographie
Rafael Puyana a enregistré pour le label américain Mercury et en Europe pour Philips, mais également pour Harmonia Mundi, L'Oiseau Lyre/Decca et Dorian. Il a enregistré ses derniers disques pour le petit label Sanctus et un consacré aux Partitas de Bach, chez Naxos, paru après sa mort.
- Puyana joue Bach : Bach, J.C. Bach, W.F. Bach : Œuvres pour deux clavecins – Rafael Puyana et Genoveva Gálvez, clavecins (avril, mai, octobre 1963, Mercury) (OCLC 39912408)
- L'Âge d'or de la musique de clavecin : Bull, Peerson, Philips, Couperin, Bach, Albéniz, Chambonnières, Rameau… (avril, mai 1962/avril 1964, Mercury SR90304 / SR90411) (OCLC 910111494)
- Chefs-d'œuvre Baroque pour le clavecin : Picchi, Frescobaldi, Telemann, CPE Bach, Scarlatti (K. 541, 175, 381), Fischer (avril, mai, juillet 1962/avril 1964, Mercury) (OCLC 910111496)
- Soler, Œuvres pour clavecin – Rafael Puyana et Genoveva Gálvez, clavecins (1967, Mercury / Philips 432 830-2) (OCLC 803324685)
- Bach, Sonates pour flûte ; Sonates pour viole de gambe – Maxence Larrieu, flûte ; Marçal Cervera, viole de gambe ; Rafael Puyana, clavecin ; Wieland Kuijken, viole de gambe (1967/1969, 2 CD Philips) (OCLC 82312714)
- François Couperin, Pièces de clavecin – Rafael Puyana, clavecin assisté de Christopher Hogwood, clavecin (6 juin 1968/25 mars 1970, Philips) (OCLC 768358715)
- Bach, Sonates pour flûte (1970, Philips)
- Falla Concerto pour clavecin – Rafael Puyana, clavecin ; Ensemble instrumental, dir. Charles Mackerras (1972, Philips) (OCLC 2906711)
- Domenico Scarlatti, 30 sonates : K. 7, 33, 49, 54, 87, 96, 105, 106, 107, 159, 175, 206, 207, 240, 241, 205, 347, 348, 380, 381, 441, 442, 443, 444, 513, 518, 519, 524 et 525 – Rafael Puyana, clavecin Albrecht Haas 1740 (novembre 1984, 2 CD Harmonia Mundi HMC 901165/65) (OCLC 19245128)
- Sonates virtuoses et Fandango : Soler, Nebra, Albeniz… Scarlatti (K. 119 et 120 ; Fandango del Sgr Scarlate en ré mineur) – Rafael Puyana, clavecin Albrecht Haas 1740 (novembre 1985, L'Oiseau-Lyre/Decca) (OCLC 693331561)
- Falla, Les Tréteaux de maître Pierre – Julianne Baird, soprano ; Rafael Puyana, clavecin ; Solistes de México, dir. Eduardo Mata (Mexico, octobre 1994, Dorian DOR-90214) (OCLC 1013343700)
- Musiques ensoleillées de l'Europe méridionale, I : Cabezon, Cabanilles… Scarlatti (Fandango del Sgr Scarlate en ré mineur) – Rafael Puyana, trois clavecins de la collection Fernanda Giuliani de Milan (2006, Sanctus SCS 012) (OCLC 224001002)
- Musiques ensoleillées de l'Europe méridionale, II : Paleri et Cabezon (2006, Sanctus)
- Bach, Six Partitas (2014, Sanctus/Naxos).